# Horacio Franco
Horacio Franco (né le 11 octobre 1963) est un flûtiste et flûtiste à bec classique mexicain. Il est également un militant pour les droits des communautés LGBT.

## Biographie
L'amour de la musique commence pour Horacio Franco en 1975, lorsque Claudia Aguirre, une camarade de lycée, joue au piano la Sonate Facile KV 545 de Mozart. A l'âge de 13 ans, le 12 avril 1978, il interprète le Concerto pour flûte à bec en la mineur d'Antonio Vivaldi, avec l'Orchestre de Chambre du Conservatoire National de Musique, dirigé par le musicien italien Icilio Bredo au Palais des Beaux-Arts de la capitale.
Horacio Franco étudie au Conservatoire National de Mexico et plus tard au Conservatoire Sweelinck d'Amsterdam, avec Marijke Miessen et Walter van Hauwe. Franco utilise la flûte à bec depuis les formes traditionnelles de la musique médiévale, de la Renaissance et du baroque - y compris la musique coloniale latino-américaine - jusqu'à la musique contemporaine, folklorique et populaire.
Au début de sa carrière, il est membre fondateur du " Trio Hotteterre ", formé de 1986 à 1994 avec Luisa Durón et Bozena Slawinska,  avec qui il  enregistre deux disques et donne divers concerts. Il est également  directeur et chef d'orchestre de l'ensemble vocal et instrumental "Cappella Cervantina", de 1993 à 1998. Il dirige l'Academy of St Martin in the Fields à Londres en 1997. Formé comme un projet académique au sein du Conservatoire national de musique, il s'agit d'un programme éducatif alternatif pour la musique baroque et contemporaine.
Il joue avec le contrebassiste Victor Flores. Il est également directeur du "Barroque Orchestra Capella Puebla", qui connaît du succès au Mexique.
Outre ses engagements en tant que flûtiste et professeur au Conservatoire national de Mexico, Horacio Franco est député à l'Assemblée constituante de la ville de Mexico. L'une des raisons pour lesquelles il a accepté le poste, est de faire connaître les besoins culturels des artistes de la capitale du pays.
De plus, il est l'un des militants les plus importants dans la défense des droits des personnes homosexuelles, il figure parmi les premiers couples à se marier à Mexico. Même si Horacio Franco reconnait que le président Andrés Manuel López Obrador « n'a pas été plus pro-gay », les actions qu'il a entreprises, axées sur le respect et la garantie des droits humains de tous les Mexicains, sont inclusives. Le 13 novembre 2021, le flûtiste a envoyé une interprétation de Las Mañanitas au président Andrés Manuel López Obrador à l'occasion de son 68e anniversaire.
Horacio Franco ne s'est pas seulement limité aux concerts de musique classique, il s'est également concentré sur des genres populaires, tels que le danzón, et il l'a fait avec des amis tels que le contrebassiste Víctor Flores, avec qui il a joué le spectacle Del Medioevo al Danzón, au bénéfice du Réseau Mexicain des Personnes Vivant avec le VIH/SIDA, une organisation fondée en 1995 pour créer des liens de solidarité et d'entraide entre les personnes directement ou indirectement affectées par ce virus. Pour cette raison, il affirme avoir utilisé la musique comme une arme contre la discrimination et la stigmatisation.

## Enregistrements
- Trío Hotteterre, 1987, Discos Luzam
- Solistas de México director Eduardo Mata, 1988
- Música Mexicana para flauta de pico, 1991, Cenidim-Quindecim recordings
- Las Folias, Trío Hotteterre, 1992, Discos Peerless
- Cappella Cervantina, Horacio Franco director, 1994, Quindecim Recordings
- Vivaldi Concerti per Flauto, Horacio Franco y Capella Cervantina, 1994, Quindecim Recordings
- Música Contemporánea de Cámara vol. 6, Jorge Córdoba, 1994, Estudio Bartok
- Concerto for Recorder and Orchestra, Kibbutzim Chamber Orchesta. Mordechai Rechtmann, director. Michael Wolpe, compositor. Grabado en vivo, 1995, producción del compositor
- Música Sinfónica Mexicana, concierto para flautas de pico y orquesta de Marcela Rodríguez, OFUNAM, director Ronald Zollman, 1995, Urtext Digital Classics
- Il Gardellino, Horacio Franco y la Camerata Aguascalientes, 1996, Quindecim Recordings,
- Música Barroca Mexicana, Cappella Cervantina Horacio Franco director, 1996, Quindecim Recordings
- The Art of Horacio Franco, Horacio Franco & the Georgian Chamber Orchestra dirigida por Horacio Franco, 1997, Guild Recordings
- Carlos Monsiváis y Horacio Franco, 1997, Voz viva de México UNAM
- Música Barroca Mexicana Vol. 2. Cappella Cervantina-Horacio  Franco director, 1998, Discos K 617-Francia distribuido en México por Quindecim Recordings
- Del Medioevo al Danzón Horacio Franco y Víctor Flores, 2002, Quindecim Recordings
- Solo Bach, flauta sola, 2004, Quindecim Recordings
- Sones de Tierra y Nube con la Banda Filarmónica Mixe del CECAM de Santa María Tlahuitoltepec, 2005, Discos Xquenda
- Capella Puebla, director y solista Horacio Franco, 2005, Quindecim recordings
- De Bach_ los Beatles y otros más, Horacio Franco y Víctor Flores, 2005, Quindecim Recordings
- Primero Bach: las 6 Triosonatas BWV 525-530. Horacio Franco y Fabián Espinosa. 2008 Quindecim Recordings
- Extreme life, grabación en vivo (diciembre 2008) de conciertos de G.P. Telemann, Antonio Vivaldi y Johann Sebastian Bach. Horacio Franco, director y solista de Cappella Cervantina, 2009 Quindecim Recordings
- Mestizajes Novohispanos. Horacio Franco, con Asaf Kolerstein, chelo, y Santiago Álvarez, clavecín. Obras de Arcangelo Corelli, Johann Sebastian Bach, Louis Antoine Dornell, Francois Couperin, P. Bellinzani, entre otros. 2010, Quindecim Recordings[9]
- Lienzos de Viento: colaboración de Horacio Franco con Luis Hernández, Ubaldino Villatoro y Cirilo Meza. 2011, Puertarbor Producciones. Acreedor del premio “Raúl Guerrero”, a la investigación y difusión del patrimonio musical del INAH, 2012[10].

## Vie privée
Franco est ouvertement gay et en 2011, il épouse Arturo Plancarte, son manager.